# México en la Copa Mundial de Fútbol de 1950
La selección de fútbol de México fue una de las trece participantes de la Copa Mundial de Fútbol Brasil 1950. Obtuvo su clasificación al ganar la Copa NAFC 1949.

## Clasificación
| Equipo         | Pts | PJ | PG | PE | PP | GF | GC | Dif |
| -------------- | --- | -- | -- | -- | -- | -- | -- | --- |
| México         | 12  | 4  | 4  | 0  | 0  | 17 | 2  | 15  |
| Estados Unidos | 3   | 4  | 1  | 1  | 2  | 8  | 14 | -7  |
| Cuba           | 1   | 4  | 0  | 1  | 3  | 3  | 11 | -8  |

| Fecha                    | Lugar            |        |                   | Resultado |                           |                |
| ------------------------ | ---------------- | ------ | ----------------- | --------- | ------------------------- | -------------- |
| 4 de septiembre de 1949  | Ciudad de México | México | Bandera de México | 6:0 (3:0) | Bandera de Estados Unidos | Estados Unidos |
| 11 de septiembre de 1949 | Ciudad de México | México | Bandera de México | 2:0 (1:0) | Bandera de Cuba           | Cuba           |
| 18 de septiembre de 1949 | Ciudad de México | México | Bandera de México | 6:2 (3:0) | Bandera de Estados Unidos | Estados Unidos |
| 25 de octubre de 1949    | Ciudad de México | Cuba   | Bandera de Cuba   | 0:3 (0:1) | Bandera de México         | México         |

### Goleadores
| Jugador           | Goles | PJ |
| ----------------- | ----- | -- |
| Horacio Casarín   | 4     | 3  |
| Luis de la Fuente | 4     | 3  |
| José Naranjo      | 2     | 1  |
| Luis Luna         | 2     | 2  |
| Antonio Flores    | 2     | 4  |
| Carlos Septién    | 1     | 4  |

## Jugadores
Datos corresponden a la situación previa al inicio del torneo.
| #  | Nombre                   | Posición      | Edad | Club                       |
| -- | ------------------------ | ------------- | ---- | -------------------------- |
| 1  | Antonio Carbajal         | Portero       | 21   | Real Club España           |
| 2  | Mario Pérez              | Mediocampista | 37   | Club Deportivo Marte       |
| 3  | Alfonso Montemayor       | Defensa       | 26   | Club León                  |
| 4  | José Antonio Roca        | Defensa       | 27   | Club de Fútbol Asturias    |
| 5  | Carlos Septién           | Delantero     | 26   | Real Club España           |
| 6  | Felipe Zetter            | Defensa       | 32   | Atlas de Guadalajara       |
| 7  | José Guadalupe Velázquez | Delantero     | 30   | Veracruz                   |
| 8  | Héctor Ortiz             | Mediocampista | 29   | Club Deportivo Marte       |
| 9  | Horacio Casarín          | Delantero     | 32   | Real Club España           |
| 10 | Mario Ochoa              | Mediocampista | 29   | Club América               |
| 11 | Rodrigo Ruiz             | Defensa       | 30   | Club Deportivo Guadalajara |
| 12 | Antonio Flores           | Mediocampista | 25   | Atlas de Guadalajara       |
| 13 | Carlos Guevara           | Mediocampista | 20   | Club de Fútbol Asturias    |
| 14 | José Luis Borbolla       | Delantero     | 23   | Club América               |
| 15 | Gregorio Gómez           | Defensa       | 25   | Club Deportivo Guadalajara |
| 16 | Raúl Córdoba             | Portero       | 27   | Club San Sebastián de León |
| 17 | José Naranjo             | Delantero     | 26   | Club Deportivo Oro         |
| 18 | Francisco Hernández      | Mediocampista | 19   | Club de Fútbol Asturias    |
| 19 | Manuel Gutiérrez         | Defensa       | 26   | Club América               |
| 20 | José Leonardo Navarro    | Delantero     | 31   | Club de Fútbol Atlante     |
| 21 | Max Prieto               | Delantero     | 33   | Club Deportivo Guadalajara |
| 22 | Samuel Cuburu            | Mediocampista | 24   | Puebla Fútbol Club         |
| DT | Octavio Vial             |               |      |                            |

## Participación

### Primera ronda
| Equipo     | Pts | PJ | PG | PE | PP | GF | GC | Dif |
| ---------- | --- | -- | -- | -- | -- | -- | -- | --- |
| Brasil     | 5   | 3  | 2  | 1  | 0  | 8  | 2  | 6   |
| Yugoslavia | 4   | 3  | 2  | 0  | 1  | 7  | 3  | 4   |
| Suiza      | 3   | 3  | 1  | 1  | 1  | 4  | 6  | -2  |
| México     | 0   | 3  | 0  | 0  | 3  | 2  | 10 | -8  |

| 24 de junio de 1950, 15:00 | Brasil                                   | 4:0 (1:0) | México | Estadio Maracaná, Río de Janeiro                          |                                                           |
|                            | Ademir 30' 79' · Jair 65' · Baltazar 71' | Reporte   |        | Asistencia: 81 649 espectadores Árbitro(s): George Reader | Asistencia: 81 649 espectadores Árbitro(s): George Reader |

| 28 de junio de 1950, 15:15 | Yugoslavia                                    | 4:1 (2:0) | México           | Estadio Eucaliptos, Porto Alegre                           |                                                            |
|                            | Bobek 20' · Čajkovski 23' 51' · Tomašević 81' | Reporte   | Ortiz 89' (pen.) | Asistencia: 11 078 espectadores Árbitro(s): Reginald Leafe | Asistencia: 11 078 espectadores Árbitro(s): Reginald Leafe |

| 2 de julio de 1950, 15:40 | Suiza                   | 2:1 (2:0) | México      | Estadio Eucaliptos, Porto Alegre                      |                                                       |
|                           | Bader 10' · Antenen 44' | Reporte   | Casarín 89' | Asistencia: 3580 espectadores Árbitro(s): Ivan Eklind | Asistencia: 3580 espectadores Árbitro(s): Ivan Eklind |

## Estadísticas
| Equipo | Equipo   | Pts | PJ | PG | PE | PP | GF | GC | Dif | Rend |
| ------ | -------- | --- | -- | -- | -- | -- | -- | -- | --- | ---- |
| 11     | Paraguay | 1   | 2  | 0  | 1  | 1  | 2  | 4  | -2  | 25%  |
| 12     | México   | 0   | 3  | 0  | 0  | 3  | 2  | 10 | -8  | 0%   |
| 13     | Bolivia  | 0   | 1  | 0  | 0  | 1  | 0  | 8  | -8  | 0%   |

### Goleadores
| Jugador         | Anotado | A. | Min. |
| --------------- | ------- | -- | ---- |
| Horacio Casarín | 1       | 0  | 270  |
| Héctor Ortiz    | 1       | 0  | 270  |